# Matrimonio igualitario en Bélgica
El matrimonio igualitario en Bélgica comenzó el 30 de enero de 2003 con la promulgación de la nueva ley por parte del parlamento belga, aunque con algunas restricciones, convirtiéndolo en el segundo país del mundo en permitir el matrimonio entre personas del mismo sexo (el primero fue Países Bajos). Desde 2006, la ley permite que las parejas homosexuales adopten a niños.
Originalmente, el gobierno permitía el matrimonio de parejas homosexuales extranjeras solamente si sus países de origen también permitían estas uniones. Tras una revisión de la ley en octubre de 2004, sin embargo, se permite el matrimonio de cualquier pareja adulta en Bélgica si por lo menos una de las dos personas ha vivido en el país por un mínimo de tres meses.

## Unión civil

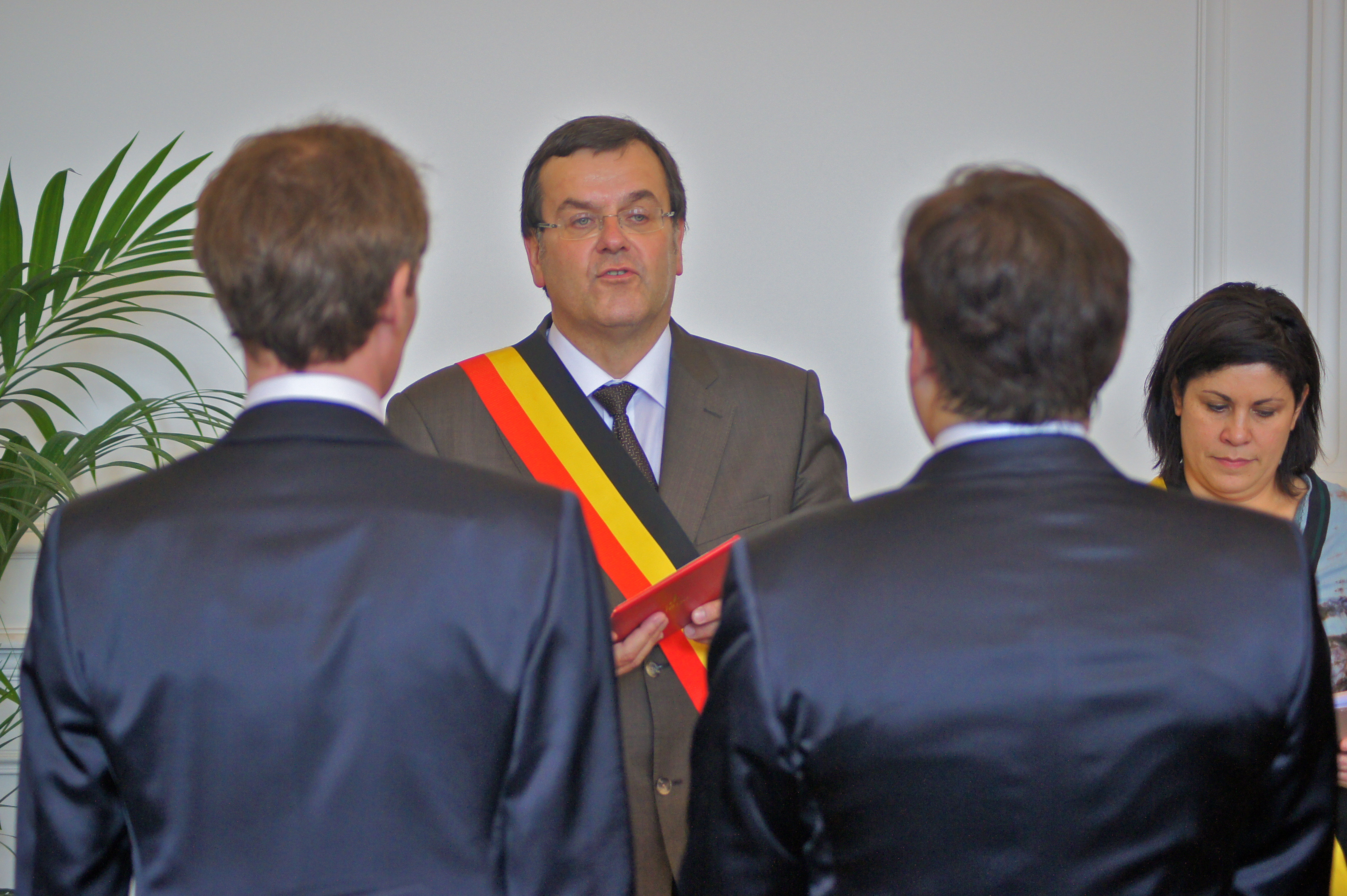
El mayor de Lieja celebrando un matrimonio a Bélgica

El acta del 23 de noviembre de 1998 garantizó la cohabitación legal (en neerlandés: wettelijke samenwoning; francés: cohabitation légale; alemán: gesetzliche Lebensgemeinschaft) en Bélgica. La ley otorga derechos limitados para registros de parejas del mismo sexo y del sexo opuesto. Sin embargo, las personas que no son una pareja también pueden hacer una declaración de cohabitación legal, lo que incluye a los familiares.
La ley fue publicada legalmente el 12 de enero de 1999. Fue en vigor el 1 de enero de 2000, según un decreto real firmado el 14 de diciembre, y publicada el 23 de diciembre de 1999.

## Matrimonio

### Historia legislativa
El 28 de mayo de 2002, un proyecto de ley para la legalización del matrimonio entre personas del mismo sexo fue introducido en el Senado por Jeannine Leduc (VLD), Philippe Mahoux (PS), Philippe Monfils (MR), Myriam Vanlerberghe (SP.A-Spirit), Nagy Marie (Ecolo) y Lozie Frans (Groen). El mismo pasó el 28 de noviembre de 2002, con 46 votos a favor y 15 en contra. El 30 de enero de 2003, el proyecto fue aprobado por la Cámara de Representantes por 91 votos a favor y 22 en contra.
El rey Alberto II firmó y promulgó el proyecto de ley el 13 de febrero de 2003 y el 28 de febrero se publicó en el Diario Oficial Belga y entró en vigor el 1 de junio.
El primer párrafo del artículo 143 del Código civil belga (Libro I, Título V, Capítulo I), dice lo siguiente:
- en neerlandés: Een huwelijk kan worden aangegaan puerta twee personen van verschillend de Van hetzelfde geslacht.
- en francés: deux personnes de sexe différent ou de même sexe mariage contracter peuvent.

Dos personas de distinto sexo o del mismo sexo pueden contraer matrimonio.
Originalmente la ley no permitía la adopción a parejas del mismo sexo, y como el nacimiento dentro del matrimonio entre personas del mismo sexo no implica afiliación, el cónyuge del padre biológico no tenían manera de convertirse en el padre legal. El 1 de diciembre de 2005, una propuesta para permitir la adopción fue aprobada por la Cámara de Representantes del parlamento. Fue aprobada en abril de 2006, lo que permite la cooperación en la crianza de los hijos a parejas del mismo sexo amparada por el estado.

### Matrimonio religioso
La Iglesia Protestante Unida de Bélgica, la mayor denominación del protestantismo en el país, permite la bendición de uniones a parejas homosexuales desde 2007, reformando su liturgia marital sin hacer distinción del sexo de los contrayentes, quedando a nivel local de cada congregación la decisión de celebrarlas o no.

### Estadísticas
Según el gobierno Belga, aproximadamente 300 parejas del mismo sexo se casaron entre junio de 2003 y abril de 2004 (245 en 2003 y 55 en 2004). Esto constituyó el 1,2% del total de matrimonios en Bélgica durante ese período. Dos tercios de las uniones eran entre hombres y un tercio entre mujeres. El 22 de julio de 2005, el Gobierno belga anunció que un total de 2.442 matrimonios del mismo sexo se había producido en el país desde la extensión de los derechos de matrimonio, dos años antes.